# 松前郡
松前郡（日语：／ Matsumae gun */?）為日本北海道渡島綜合振興局的郡，位於渡島綜合振興局西南部。
郡名是源自阿伊努語的「mat-oma-i」（婦女居住的地方）或是「mat-oma-nay」（婦女居住的河流）。

## 轄區

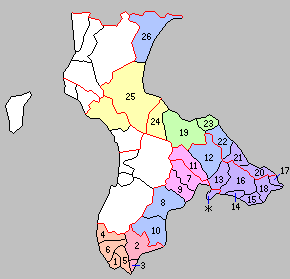
北海道一・二級町村制施行時松前郡下辖町村（1.福山町 2.福岛村 3.吉冈村 4.大島村 5.大泽村 6.小岛村 赤：福島町 橙：松前町）

轄區包含2町：
- 松前町
- 福島町

## 沿革
- 1869年8月15日：北海道設置11國86郡，渡島國津輕郡（現在的松前町區域）和福島郡（現在的福島町和知內町區域）成立。
- 1871年：先後屬弘前縣及青森縣的管轄下。[2]
- 1872年：改隸屬北海道的管轄下。
- 1881年：福島郡知內村、以及由福島村分割獨立設置的小谷石村改隸屬上磯郡；其餘部分與津輕郡合併為松前郡。
- 1897年11月：北海道實施支廳制，隸屬松前支廳之管轄，此時松前郡下轄福山城下町、江良町村、原口村、清部村、大澤村、上及部村、荒谷村、炭燒澤村、根部田村、赤神村、札前村、茂草村、雨垂石村、吉岡村、禮髭村、宮歌村、福島村、白符村。[3]（1町17村）
- 1900年7月1日：（1町16村）
  - 福山城下町改設福山町，並成為北海道一級町。
  - 福島村和白符村合併為福島村，並成為北海道一級村。
- 1903年：被併入函館支廳（現在的渡島支廳）。
- 1906年4月1日：吉岡村、禮髭村、宮歌村合併為吉岡村，並成為北海道二級村。[4]（1町14村）
- 1915年4月1日：江良町村、原口村、清部村合併成大島村，並成為北海道二級村。（1町12村）
- 1923年4月1日：大澤村、上及部村、荒谷村、炭燒澤村合併為大澤村，根部田村、赤神村、札前村、茂草村、雨垂石村合併為小島村，並同時成為北海道二級村。（1町5村）
- 1940年7月1日：福山町改名為松前町。
- 1943年6月1日：北海道一級二級町村制廢止，吉岡村、大島村、大澤村和小島村改為內務省指定村。
- 1944年2月11日：福島村改制為福島町。（2町4村）
- 1946年10月5日：指定町村制廢止。
- 1954年7月1日：大島村、大澤村和小島村被併入松前町。（2町1村）
- 1955年1月1日：吉岡村被併入福島町。（2町）